# جون ستو
كان جون ستو (1524/1525-5 أبريل 1605) مؤرخًا إنجليزيًا ومتخصصًا بالأثريات. كتب سلسلة من السجلات الزمنية للتاريخ الإنجليزي، ونُشرت منذ عام 1565 تحت عناوين مثل ملخص السجلات الإنجليزية، وسجلات إنجلترا، وحوليات إنجلترا، ومسح لندن (1598، والطبعة الثانية في عام 1603). وصفه إيه. أل. روز بأنه «واحد من أفضل المؤرخين في ذلك العصر، فهو مثابرٌ في مهامّه، وحكيم وواعي، ودقيق، ولكنه قبل كل شيء حريص على نقل الحقيقة».

## حياته
وُلِدَ جون ستو في حوالي عام 1525 في أبرشية مدينة لندن التابعة لسانت مايكل بكورنهيل، التي كانت مركزًا نابضًا لأعمال العاصمة، وكان والده، توماس ستو، يعمل في صناعة الشموع. تشير السجلات إلى أن توماس كان يدفع إيجارًا سنويًا قدره ستة شلنات وثمانية بنسات مقابل مسكن العائلة، وكان جون يعتاد في شبابه على جلب الحليب كل صباح من مزرعة قريبة من الجهة الشرقية يملكها دير مينوريسيس التابع لسانت كلير. لا يوجد دليل على أنه التحق بمدرسة القواعد على الإطلاق، ويبدو أن تعليمه كان ذاتيًا إلى حد كبير.
لم يسلك ستو طريق والده في تجارة الشموع، وبدلًا من ذلك أصبح متدربًا، ومن ثم عضوًا رسميًا في شركة ميرشانت تايلورز في عام 1547. أسس ستو في هذه المرحلة متجره الخاص في أماكن قريبة من مضخة مياه ألدغيت في شارع ألدغيت، بالقرب من شارعي ليدنهال وفينتشرش.
بدأ ستو العمل على مشروعه الرئيسي، وهو مسح لندن، في حوالي عام 1560. أثارت اهتماماته الأثرية شكوك السلطات الكنسية باعتباره شخصًا «يمتلك العديد من الكتب الخطيرة والخرافية»، فتعرض منزله للتفتيش نتيجة لذلك في فبراير 1569، وأُعِدَّ جرد كامل لجميع الكتب الموجودة في منزله، وخاصة تلك التي «تدافع عن البابوية»، ولكنه تمكن من إقناع المحققين بشأن سلامة مذهبه البروتستانتي. جرت أيضًا محاولة ثانية لتجريمه في عام 1570، ولكنها كانت دون جدوى.
انتقل في حوالي عام 1570 إلى أبرشية سانت أندرو أندرشافت في حي ليم ستريت، حيث عاش في بيئة مريحة حتى وفاته في عام 1605.

## شبكة متخصصة بالأثريات
كان ستو على علاقة وثيقة بالعديد من متخصصي الأثريات البارزين في عصره، ومن ضمنهم رئيس الأساقفة ماثيو باركر، وجون جوسلين، وجون دي، وويليام فليتوود، وويليام لامبارد، وروبرت غلوفر، وهنري سافيل، وويليام كامدن، وهنري فيريرز، وتوماس هاتشر. كان أيضًا نشطًا في جمعية الآثار الأولى، التي في تأسست حوالي عام 1586، وبنى مكتبة واسعة مليئة بالمخطوطات والمصادر التاريخية المطبوعة، والتي أصبحت معروفة لدى المعاصرين باسم «مخزن ستو»، وكان كريمًا في إتاحتها للآخرين.

## الشخصية
حظي ستو بتقدير كبير من قبل معاصريه المتخصصين بالأثريات، ويرجع ذلك في جزء كبير منه إلى استعداده لمشاركة مادته البحثية. كتب السير جورج باك عن ستو قائلًا: «جون ستو الصادق، الذي لا يعرف المجاملات والخداع، والذي كان رجلًا مجتهدًا للغاية وفضوليًا للغاية لكشف كل ما يتعلق بشؤون أو أقوال أو شخصيات الأمراء»، ووصفه بأنه «متخصص أثريات ماهر وباحث مجتهد في المعرفة». وصفه إدموند هاوز في وقت لاحق من حياته بأنه «ذو وجه لطيف ومبهج، وبصر وذاكرة جيدان جدًا، وهو هادئ جدًا، وودود ومهذب مع أي شخص يطلب تعليماته، واحتفظ بالاستخدام الحقيقي لجميع حواسه حتى يوم وفاته، ليُعرَفَ دائمًا بأنه ذو ذاكرة مميزة».
انخرط ستو في عدة خلافات مريرة، وكان يحمل ضغائن طويلة الأمد. كانت إحدى خلافاته الطويلة مع أخيه الأصغر، توماس، حول حصصهما في ممتلكات والدتهما قبل وبعد وفاتها في عام 1568، (اعتقد جون أنه يحق له الحصول على حصة أكبر باعتباره الابن الأكبر؛ وطالب توماس بحصة أكبر لأنه هو من رعى والدتهما خلال سنواتها الأخيرة). كان لديه المزيد من الخلافات مع جيرانه، ومن ضمنهم ويليام ديتشر والسيد كروش، ويُشار إلى خلافه مع منافسه المؤرخ ريتشارد غرافتون أدناه.

## السنوات الأخيرة والموت
لم يحقق جون ستو ثراءً ماديًا يُذكر، وذلك على الرغم من جهوده الأدبية الكبيرة، ولكنه تقبّل فقره النسبي بروح مرحة. يروي بن جونسون أنه كان يسير معه ذات مرة عندما سأل ستو مازحًا اثنين من المقعدين المتسولين «عما يلزم للانضمام إلى صفّهم». بدأ ستو بتلقي معاش قدره 4 جنيهات إسترلينية سنويًا من شركة ميرشانت تايلورز منذ عام 1579؛ وقدّم التماسًا إلى محكمة المجلس المحلي في عام 1590 للحصول على امتياز حرية مدينة لندن، من أجل تقليل نفقاته.
كلف المؤرخ ويليام كامدن ستو بنقل ستة دفاتر بخط يد المؤرخ الراحل جون ليلاند مقابل معاش مدى الحياة قدره 8 جنيهات إسترلينية في تسعينات القرن السادس عشر تقريبًا. يُعتَقَد أن هذا العمل كان (في جزء منه) بادرة خير تجاه صديق قديم فقير. منح الملك جيمس الأول ستو وشركائه إذنًا بجمع «تبرعات طوعية ومساهمات كريمة من رعايانا المحبين» في مارس 1604، وبدأ بنفسه «بفعل الخير ليكون قدوة للآخرين». لم تدر التبرعات على ستو بمكاسب كبيرة يستفيد منها في حياته، وذلك على الرغم من ترحيبه بموافقة الملك.
توفي ستو في 5 أبريل 1605، ودُفن في كنيسة سانت أندرو أندرشافت الموجودة على زاوية شارع ليدنهال وسانت ماري آكس.

## الذكرى والإرث
كلفت أرملة ستو بعد وفاته ببناء نصب تذكاري جداري له داخل أبرشية سانت أندرو أندرشافت. صُنِع النصب من رخام ديربيشاير والمرمر، ونُسِبَ العمل مبدئيًا إلى النحات نيكولاس جونسون. يتضمن النصب تمثالًا لستو كان ملونًا في الأصل، ويظهر فيه جالسًا على مكتب يكتب في كتاب (ربما كان مراجعة لكتاب الحوليات، والتي واصل العمل عليها حتى 26 مارس، أي قبل وفاته بعشرة أيام)، وتحيط به كتب أخرى، ويوجد فوقه شعار مستوحى من بيت شعري للكاتب بلينيوس الأصغر «إما أن تفعل شيئًا يستحق الكتابة عنه، أو أن تكتب شيئًا يستحق القراءة». يحمل هذا التمثال قلم ريشة حقيقي، بطريقة مشابهة لتمثال ويليام شكسبير في ستراتفورد أبون آفون، والذي يُنسب هو الآخر، على أسس مبدئية متساوية، إما إلى جيرارد، شقيق نيكولاس جونسون، أو، وفقًا لنظريات أحدث، إلى نيكولاس نفسه.
تُجدد ريشة القلم التي يحملها تمثاله بشكل دوري، وذلك تقديرًا لمكانة جون ستو الراسخة كمؤسس لتاريخ لندن. وُثِّق وجود هذا التقليد منذ عام 1828، وكان يُجرى «بشكل سنوي» آنذاك، ورغم احتمال توقف هذه العادة لاحقًا، فقد عادت إلى الظهور بعد ترميم النصب التذكاري من قبل شركة ميرشانت تايلورز في عام 1905. دُمِجَ الاحتفال في عام 1924 في خدمة كنسية خاصة، مع خطاب لأحد مؤرخي لندن، واستمرت هذه الخدمة في شهر أبريل من كل عام حتى عام 1991، بما في ذلك سنوات الحرب العالمية الثانية.
لم يكن من الممكن إقامة أي خدمات في عامي 1992 أو 1993 بسبب الأضرار التي لحقت بالكنيسة بسبب تفجير تبادل البلطيق في عام 1992؛ ولكن أُعيد إحياء الخدمة في عام 1994، وأقيمت مرة واحدة فقط كل ثلاث سنوات منذ عام 1996 حتى عام 2017. أُلغيَت الخدمة التي كان من المقرر إجراؤها في عام 2020 بسبب جائحة كورونا، ومن المقرر الآن عقد الخدمة التالية في عام 2024. ترعى شركة ميرشانت تايلورز وجمعية لندن وميدلسكس الأثرية الخدمات بشكل مشترك، مع توفير الريشة من قبل الجمعية. يتولى اللورد عمدة لندن أو رئيس شركة ميرشانت تايلورز مهمة تبديل القلم بالتناوب.
يُستَمَدّ كتاب «مسح لندن» لستو من مشروع مسح لندن، وهو مشروع مسح معماري شامل متعدد المجلدات يركز على منطقة مقاطعة لندن السابقة، وتأسس في عام 1894 وما زال العمل عليه جاريًا حتى اليوم.